# Capilla de Santa Margarita (Münchwilen)
La Capilla de Santa Margarita (en alemán: Kapelle St. Margarethen) es una capilla de peregrinación dedicada a Santa Margarita, que está localizada en el municipio de Münchwilen en el cantón de Thurgau parte del país europeo de Suiza.
Se trata de una capilla de estilo gótico tardío que fue construida en 1642 y consagrada por los peregrinos que la visitaban. Incluso en la época medieval en el barrio había una capilla anterior de Henry y Lütold Griesenberg que databa de 1316.